# Julien BriseBois
Julien BriseBois, né le 24 janvier 1977 à Greenfield Park, dans la province de Québec au Canada, est le directeur général du Lightning de Tampa Bay depuis mai 2018.

## Biographie

### Éducation
BriseBois obtient un diplôme lors de la 120e promotion (1996-1999) de la faculté de droit de l'Université de Montréal. Le 5 mai 2016, l’association des diplômés en droit de l’Université de Montréal (ADDUM) le récompense du prix de distinction.
En 2007, il obtient une maîtrise en administration des affaires à la John Molson School of Business de l'Université Concordia. Il participe régulièrement à la conférence annuelle sur le marketing sportif en tant qu’intervenant. En 2013, cette école le récompense du Prix du meilleur ancien élève de l'année, « MBA Alumnus of the Year » en anglais. Il est membre du Barreau du Québec, de l'American Bar Association et de la Sports Lawyers Association. Il a aussi été membre du comité de compétition de la LAH, du comité de développement des joueurs de la LAH et du comité de la convention collective de la LAH.

### Avocat en droit du sport
À la fin de ses études, BriseBois trouve un emploi auprès du cabinet d’avocats Heenan Blaikie. Il se démarque des autres candidats grâce à un article qu’il a rédigé pour la revue juridique Thémis.
Au sein de ce cabinet, Julien travaille dans le domaine du droit du sport. Il représente plusieurs clubs de la Ligue nationale de hockey (LNH) et de la Ligue majeure de baseball (LMB) dans des affaires d’arbitrage, ainsi qu’à titre de conseiller dans les négociations de contrats. Il participe aussi à la réforme de la constitution juridique de la Ligue de hockey junior majeur du Québec (LHJMQ).

### Canadiens de Montréal
Le 1er septembre 2001, il s’engage avec les Canadiens de Montréal au titre de directeur des affaires légales. En 2003, il est nommé directeur des opérations hockey, puis est promu le 24 juillet 2006 vice-président des opérations hockey. À ce titre, BriseBois supervise la filiale des Canadiens dans la Ligue américaine de hockey (LAH), les Bulldogs de Hamilton. Mené par Carey Price, Corey Locke, Matt D'Agostini, Maxim Lapierre, Dan Jancevski et André Benoit, les Bulldogs remportent la Coupe Calder cette saison.
Le 23 août 2007, BriseBois est nommé directeur général des Bulldogs, ce qui fait de lui le plus jeune candidat à avoir été nommé à ce poste dans l’histoire de la LAH. 
Le 29 juin 2009, il embauche le futur entraîneur de la LNH, Guy Boucher. Ce dernier remporte au terme de la saison le trophée Louis-A.-R.-Pieri, remis à l’entraîneur de l’année en LAH.
En trois ans à la tête des Bulldogs, BriseBois a réussi à améliorer sa formation. Cette dernière compilant une fiche de 36-34-3 en 2007-2008, 49-27-4 en 2008-2009 et 52-17-3 en 2009-2010.

### Lightning de Tampa Bay
Le 16 juillet 2010, Steve Yzerman embauche BriseBois en tant qu’assistant-directeur général du Lightning de Tampa Bay et en tant que directeur général du club affilié en LAH, les Admirals de Norfolk. Il a la responsabilité de préparer et négocier les contrats, l’arbitrage salarial et les transactions des joueurs pour le Lightning et les Admirals, ainsi que de gérer l’interprétation de la convention collective de la LNH et le plafond salarial de l’équipe.
Le 9 août 2010, il décide d’engager Jon Cooper en tant qu’entraîneur-chef des Admirals. Durant la saison 2011-2012, les Admirals connaissent une série de 28 victoires consécutives, établissant le record de la plus longue séquence de victoires consécutives en hockey professionnel. Cette même saison, les Admirals remportent la Coupe Calder, Cory Conacher remporte le trophée Les-Cunningham (meilleur joueur de la saison régulière), le trophée Willie-Marshall (meilleur buteur) et le trophée Dudley-« Red »-Garrett (meilleure recrue), Mark Barberio remporte le trophée Eddie-Shore (meilleur défenseur) et Jon Cooper le trophée Louis-A.-R.-Pieri (meilleur entraîneur).
Le 14 juin 2012, la franchise des Admirals déménage et est renommée le Crunch de Syracuse . Durant les sept saisons où il dirige l’équipe, le Crunch va disputer deux finales de la Coupe Calder, en s’inclinant à chaque fois face aux Griffins de Grand Rapids, la première en 2012-2013  et la seconde en 2016-2017 . Tyler Johnson met la main sur le trophée Les-Cunningham et le trophée Willie-Marshall en 2012-2013, Matt Taormina remporte le trophée Eddie-Shore en 2016-2017, Carter Verhaeghe remporte le trophée John-B.-Sollenberger (meilleur pointeur) et le trophée Willie-Marshall, Alex Barré-Boulet partage avec lui le trophée Willie-Marshall et remporte en plus le trophée Dudley-« Red »-Garrett et Eddie Pasquale remporte le trophée Harry-« Hap »-Holmes (gardien encaissant le moins de buts).
Le 11 septembre 2018, BriseBois est nommé Directeur général du Lightning avec les fonctions supplémentaires de vice-président des opérations hockey et gouverneur suppléant.
Lors de sa première saison à la tête de l’équipe, la franchise gagne son premier Trophée des présidents, ainsi que son 4e titre de la division Atlantique. Nikita Koutcherov remporte le trophée Art-Ross (meilleur pointeur de la saison), le trophée Hart (meilleur joueur selon les journalistes) et le trophée Ted-Lindsay (meilleur joueur selon ses pairs) et Andreï Vassilevski remporte le trophée Vézina (meilleur gardien). Le 26 mars 2019, BriseBois s’entend avec Jon Cooper pour le prolonger en tant qu’entraîneur-chef pour plusieurs saisons.
La Saison 2019-2020 est perturbée par la pandémie de Covid-19. La ligue met en place un système de bulle d’isolement pour les équipes pour que les séries éliminatoires puissent se dérouler. Le Lightning met la main sur la Coupe Stanley et Victor Hedman remporte le trophée Conn-Smythe (MVP des séries éliminatoires). La saison suivante, le Lightning réussit l’exploit de gagner pour une seconde année consécutive la Coupe Stanley et Andreï Vassilevski remporte le trophée Conn-Smythe.

### Vie privée
Il rencontre son épouse, Marie Claude Senay, en 1998, en travaillant dans le même magasin. Ensemble, ils ont deux garçons, Justin et Jacob.

## Trophées et honneurs
- 2006-2007
  - Remporte le trophée Robert-W.-Clarke avec les Bulldogs de Hamilton en tant que vainqueurs des séries éliminatoires de l'association de l'Ouest de la LAH.
  - Remporte la coupe Calder avec les Bulldogs en tant que vainqueur des séries éliminatoires de la LAH.
- 2009-2010
  - Remporte le trophée Norman-R.-« Bud »-Poile avec les Bulldogs en tant que champion de la saison régulière de l'association de l'Ouest de la LAH.
- 2011-2012
  - Remporte le trophée Frank-Mathers avec les Admirals de Norfolk en tant que champion de la saison régulière de l'association de l'Est de la LAH.
  - Remporte le trophée Macgregor-Kilpatrick avec les Admirals en tant que champion de la saison régulière de la LAH.
  - Remporte le trophée Richard-F.-Canning avec les Admirals en tant que vainqueur des séries éliminatoires de l'association de l'Est de la LAH.
  - Remporte la coupe Calder avec les Admirals en tant que vainqueur des séries éliminatoires de la LAH.
- 2012-2013
  - Remporte le trophée Frank-Mathers avec le Crunch de Syracuse en tant que champion de la saison régulière de l'association de l'Est de la LAH.
  - Remporte le trophée Richard-F.-Canning avec le Crunch en tant que vainqueur des séries éliminatoires de l'association de l'Est de la LAH.
- 2014-2015
  - Remporte le trophée Prince de Galles avec le Lightning de Tampa Bay en tant que vainqueurs des séries éliminatoires de l'association de l'Est de la LNH.
- 2012-2013
  - Remporte le trophée F.-G.-« Teddy »-Oke avec le Crunch en tant que champion de la division Nord de la LAH.
  - Remporte le trophée Richard-F.-Canning avec le Crunch en tant que vainqueur des séries éliminatoires de l'association de l'Est de la LAH.
- 2018-2019
  - Remporte le trophée F.-G.-« Teddy »-Oke avec le Crunch en tant que champion de la division Nord de la LAH.
  - Remporte le Trophée des présidents avec le Lightning en tant que champion de la saison régulière de la LNH.
- 2019-2020
  - Remporte le trophée Prince de Galles avec le Lightning en tant que vainqueurs des séries éliminatoires de l'association de l'Est de la LNH.
  - Remporte la coupe Stanley avec le Lightning en tant que vainqueur des séries éliminatoires de la LNH.
- 2020-2021
  - Remporte le trophée Prince de Galles avec le Lightning en tant que vainqueurs des séries éliminatoires de l'association de l'Est de la LNH.
  - Remporte la coupe Stanley avec le Lightning en tant que vainqueur des séries éliminatoires de la LNH.